# Giovanna De Grandis

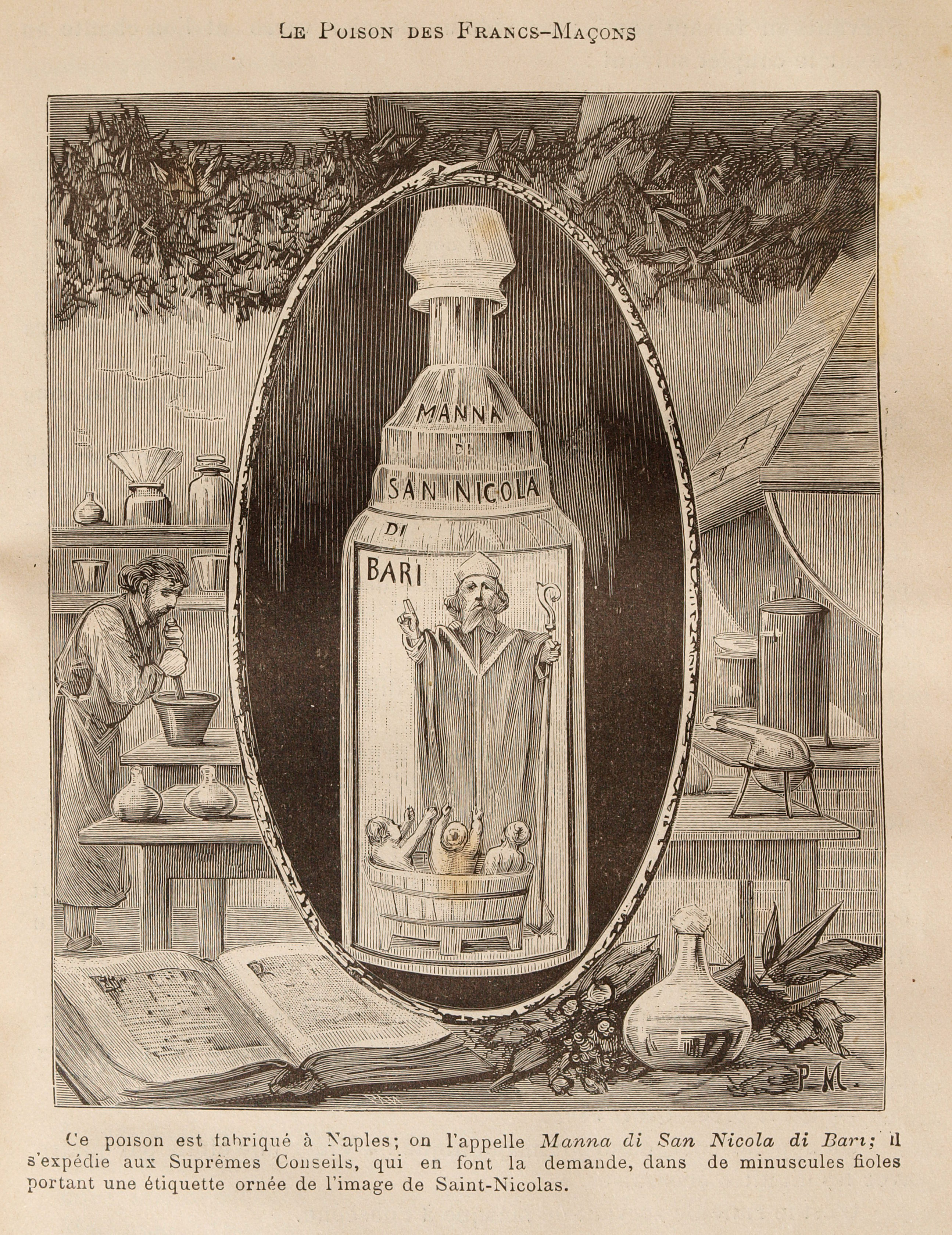
"Manna di San Nicola" (Aqua Tofana), Pierre Méjanel

Giovanna De Grandis, även känd som la Cavamacchie, född i Rom, död 5 juli 1659, var en italiensk giftförsäljare. Hon var en av centralfigurerna i den berömda Spanaprocessen.

## Biografi
Giovanna De Grandis föddes i Rom. Hon hade ursprungligen levt i välbärgade omständigheter. Under 1630-talet hade hon emellertid råkat i fattigdom och fått försörja sig som tvätterska. Hon blev medarbetare till Gironima Spana, som var chef för en kriminell organisation som tillverkade och sålde dödliga gifter, främst aqua tofana. organisationen bestod nästan helt av kvinnor, och specialiserade sig på att sälja gift till olyckliga hustrur som ville bli änkor. 
De Grandis blev en betydande medlem i organisationen. Hon fungerade inte bara som försäljare; Spana lärde henne även att tillverka giftet. Hon tillverkade giftet med hjälp av den arsenik prästen Padre Don Girolamo försåg henne och Spana med. Medan Spana själv rörde sig i överklasskretsar och sålde gift till rika personer, specialiserade sig De Grandis på att sälja gift till kunder inom arbetarklassen. 
Den 31 januari 1659 greps Giovanna De Grandis in flagrante och fängslades i Tor di Nona. Hon greps efter en brottsprovokation utförd av polisinformatören Marta Buzzi Coli, som mottog full immunitet. Hon hade strax före sitt gripande lämnat kistan innehållande redskapen för gifttillverkningen i förvar hos Laura Crispoldi. Utredningen sköttes av de påvliga myndigheterna under befäl av guvernörslöjtnanten Stefano Bracchi. Hon erkände sig skyldig 1 februari. Efter bekännelsen började hon utpeka andra personer. Hon angav både giftförsäljarna och deras kunder. Bland de personer hon angav fanns Gironima Spana och Cecilia Verzellina.
Den 6 juli 1659 avrättades Gironima Spana, Giovanna De Grandis, Maria Spinola, Graziosa Farina och Laura Crispoldi genom hängning i Rom.